# Trolleylijn 5 (Arnhem)
Trolleylijn 5 van Hermes (Breng) is een Arnhemse trolleybuslijn in de regio Arnhem Nijmegen, in de Nederlandse provincie Gelderland. Deze trolleybuslijn rijdt binnen Arnhem van Schuytgraaf naar Presikhaaf.

## Route
De lijn verbindt de wijk Schuytgraaf via station Arnhem Zuid, het winkelcentrum Elderhof, Elderveld, Elden, Malburgen-West, de Nelson Mandelabrug, het Centraal Station, het Willemsplein, de binnenstad, het Velperplein, het Airborneplein en 't Broek met Presikhaaf. De lusvormige route door Schuytgraaf wordt beurtelings linksom en rechtsom gereden.

## Geschiedenis
Op 16 februari 1953 werd trolleybusexploitatie ingesteld op het traject Station - Malburgen Oost (Kervelstraat). Op 3 juni 1956 werd de noordelijke tak van lijn 2 naar Hoogkamp (Schelmseweg) overgenomen. Op 2 oktober 1960 werd de oostelijk tak van lijn 3 verwisseld met de zuidoostelijke tak van lijn 5. Hierbij reed lijn 5 voortaan van Hoogkamp naar 't Broek (Johan de Wittlaan). De reden van de omwisseling was dat daardoor een trolleybus minder benodigd was. Op 4 december 1960 werd de route vanaf het Willemsplein in de richting Velperplein via Gele Rijdersplein en Looierstraat verlegd in plaats van via de Jansbinnensingel. Op 20 juli 1962 werd de lijn van 't Broek verlengd naar Presikhaaf (Volkenrakstraat) via Laan van Presikhaaf. Sinds 19 februari 1966 werd in Presikhaaf via Lange Wal, Lange Water en IJssellaan gereden naar de Brekelenkampstraat. 
Op 1 januari 1969 werd de tak naar Hoogkamp weer teruggewisseld met lijn 2 en werd de lijn ingekort tot het traject Station - Presikhaaf (Brekelenkampstraat). Op 16 april 1970 werd de trolleybusexploitatie wegens verkeerstechnische reden beëindigd en reden er voortaan dieselbussen.
Op 21 januari 1987 werd de trolleybusexploitatie hervat en werd de lijn vanaf het station verlengd naar Arnhem Zuid waarbij afwisselend  naar Vredenburg (Slochterenweg) of Holthuizen (Leeuwardenweg) werd gereden met de halve frequentie. In de stille uren werden door elke bus beide eindpunten bediend. Op 27 mei 1990 werd het traject Station - Elsweide ’s avonds overgenomen van lijn 2 en sinds 23 mei 1993 geheel waarbij de eindpunten Presikhaaf en Elsweide om en om werden bediend met de halve frequentie. In de stille uren werd Elsweide niet bediend. Op 2 juni 1996 werd de tak naar Vredenburg overgenomen door lijn 2. In het kader van de nota Trolley 2000 werd op 6 januari 2002 het lijnennet gereorganiseerd. Hierbij verdween het lijnnummer 9 waarbij de lijn de zuidwestelijke tak naar de De Laar West (Bredasingel) overnam. 
Op 12 december 2010 werd een aftakking naar Schuytgraaf in gebruik genomen waarbij een grote lus door de wijk werd gereden in twee richtingen. Daardoor had lijn 5 vijf eindroutes. De lijn vertakte zich in Arnhem-Zuid naar Schuytgraaf met een route linksom en rechtsom, naar De Laar West en in het oostelijke stadsdeel naar Presikhaaf en Elsweide HAN. Om een einde te maken aan onduidelijkheid bij de passagiers over de bestemming van de bus rijden sinds 9 december 2012 de bussen De Laar West - Elsweide HAN onder het lijnnummer 6. De bussen tussen Schuytgraaf en Presikhaaf rijden als lijn 5. De kwartierdiensten van beide lijnen zijn op elkaar afgestemd, zodat ze gezamenlijk een 7- à 8-minutendienst onderhouden op het gedeelte Elderveld - winkelcentrum Presikhaaf. 's Avonds en op zondag zijn de frequenties lager.

## Frequenties
| Tijd          | Weekfrequenties                                   | Weekfrequenties | Weekfrequenties | Vakantiefrequenties (zomer) | Vakantiefrequenties (zomer) | Vakantiefrequenties (zomer) |
| Tijd          | Maandag t/m vrijdag                               | Zaterdag        | Zondag          | Maandag t/m vrijdag         | Zaterdag                    | Zondag                      |
| ------------- | ------------------------------------------------- | --------------- | --------------- | --------------------------- | --------------------------- | --------------------------- |
| 5:30 - 7:00   | 4x/uur                                            | -               | -               | 2x/uur                      | -                           | -                           |
| 7:00 - 8:00   | 4x/uur                                            | 2x/uur          | -               | 2x/uur                      | 2x/uur                      | -                           |
| 8:00 - 10:00  | 4x/uur                                            | 2x/uur          | 2x/uur          | 2x/uur                      | 2x/uur                      | 2x/uur                      |
| 10:00 - 11:00 | 4x/uur                                            | 4x/uur          | 2x/uur          | 2x/uur                      | 2x/uur                      | 2x/uur                      |
| 11:00 - 16:30 | 4x/uur                                            | 2x/uur          | 2x/uur          | 2x/uur                      | 2x/uur                      | 2x/uur                      |
| 16:30 - 19:00 | 4x/uur                                            | 2x/uur          | 2x/uur          | 2x/uur                      | 2x/uur                      | 2x/uur                      |
| 19:00 - 20:00 | 4x/uur (Presikhaaf - CS) 2x/uur (CS - Presikhaaf) | 2x/uur          | 2x/uur          | 2x/uur                      | 2x/uur                      | 2x/uur                      |
| 20:00 - 21:00 | 2x/uur                                            | 2x/uur          | 2x/uur          | 2x/uur                      | 2x/uur                      | 2x/uur                      |
| 21:00 - 00:30 | 2x/uur                                            | 2x/uur          | 2x/uur          | 2x/uur                      | 2x/uur                      | 2x/uur                      |